# Maria-Theresien-Platz
Maria-Theresien-Platz (in italiano: Piazza Maria Teresa) è una delle piazze principali di Vienna, che congiunge la Ringstraße con il Museumsquartier. La piazza è contraddistinta da due edifici speculari raffrontati che ospitano rispettivamente il Naturhistorisches Museum (Museo di Storia Naturale) ed il Kunsthistorisches Museum (Museo di Storia dell'Arte). La piazza venne edificata a partire dal 1889. Al centro della piazza si trova il monumento dedicato a Maria Teresa da cui il nome stesso della piazza.

## Storia
Fino al 1857 in questo luogo era presente il poligono di tiro cittadino ed era posto al di fuori delle mura storiche della città di Vienna. A partire dal 1858, l'imperatore Francesco Giuseppe fece realizzare la Ringstraße, inaugurata nel 1865. L'obiettivo politico del sovrano era quello di costruire un grande boulevard sul modello di quelli francesi, ribadendo e rafforzando l'importanza e la magnificenza dell'Impero austriaco e della casa d'Asburgo-Lorena, in un periodo di grande crisi.
L'area si trovava immediatamente di fronte alla residenza imperiale di Hofburg e proprio a coronamento di questo vennero create due grandi piazze, una di fronte alla reggia e l'altra dedicata appunto alla figura di Maria Teresa d'Austria. Nel 1888 venne inaugurato il monumento a Maria Teresa al centro della piazza ed immediatamente dopo (1889 e 1891) vennero aperti i musei che le fanno da corona.

## Galleria d'immagini

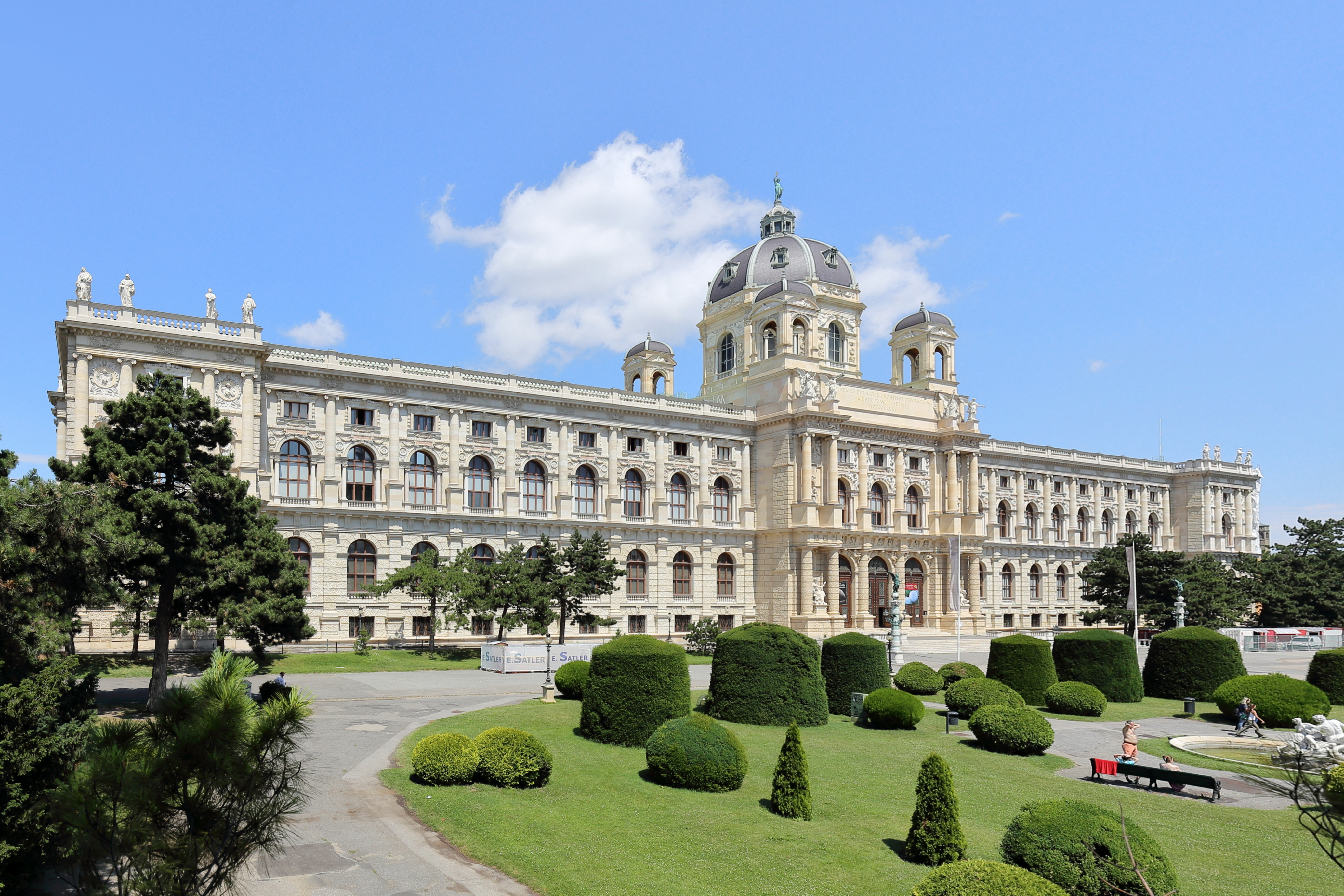
Naturhistorisches Museum
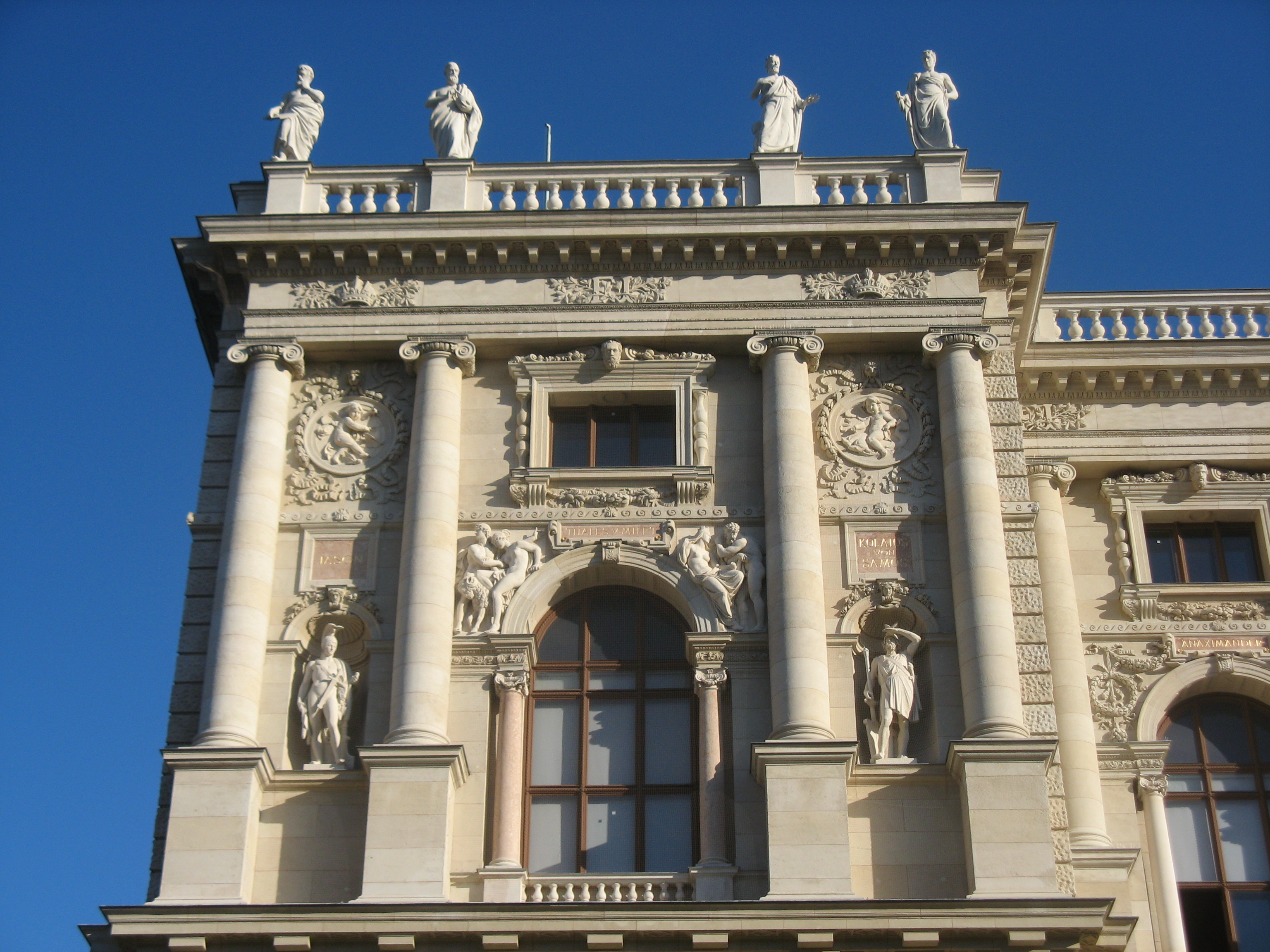
Naturhistorisches Museum, Bellariastraße
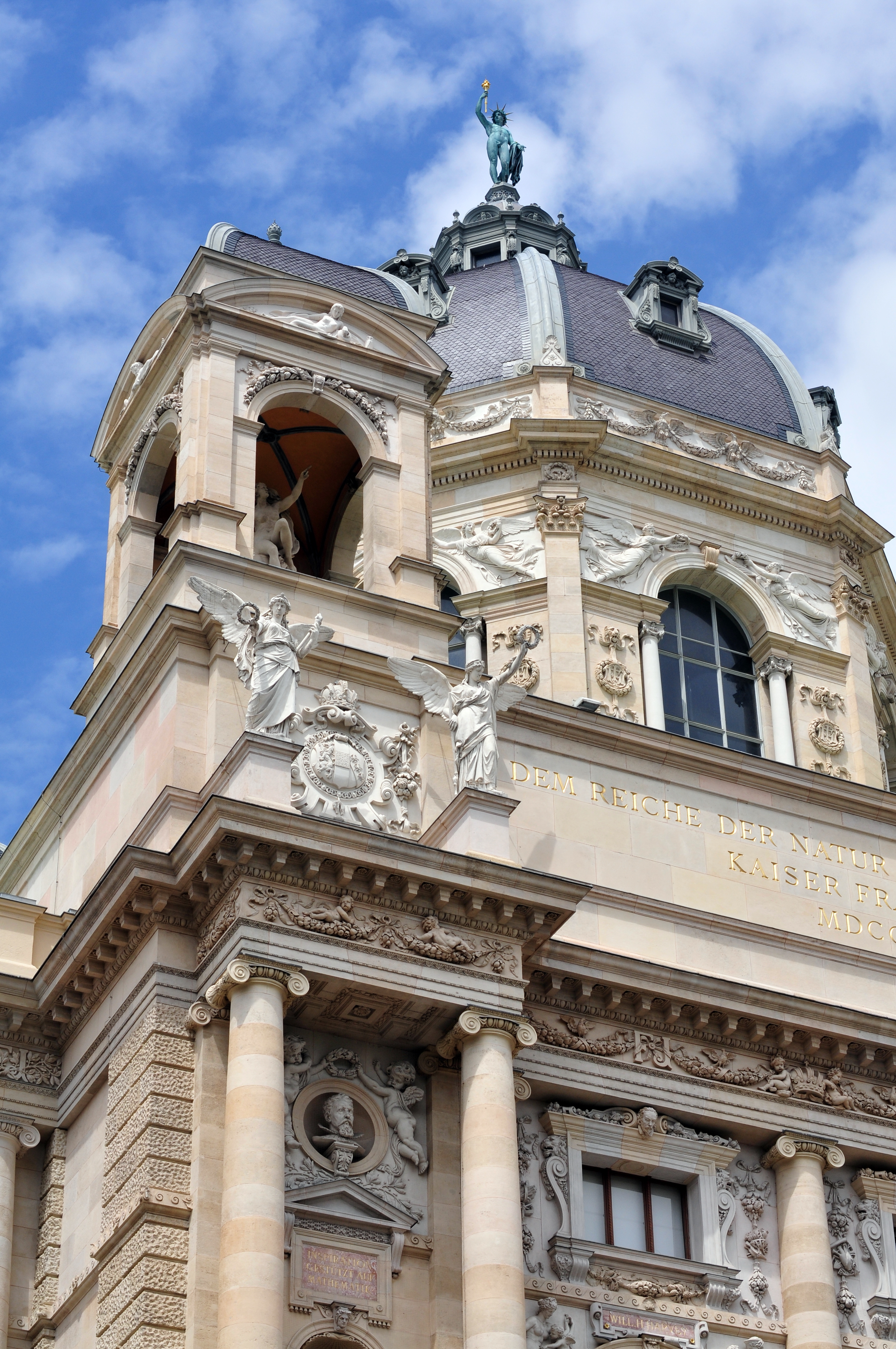
Naturhistorisches Museum
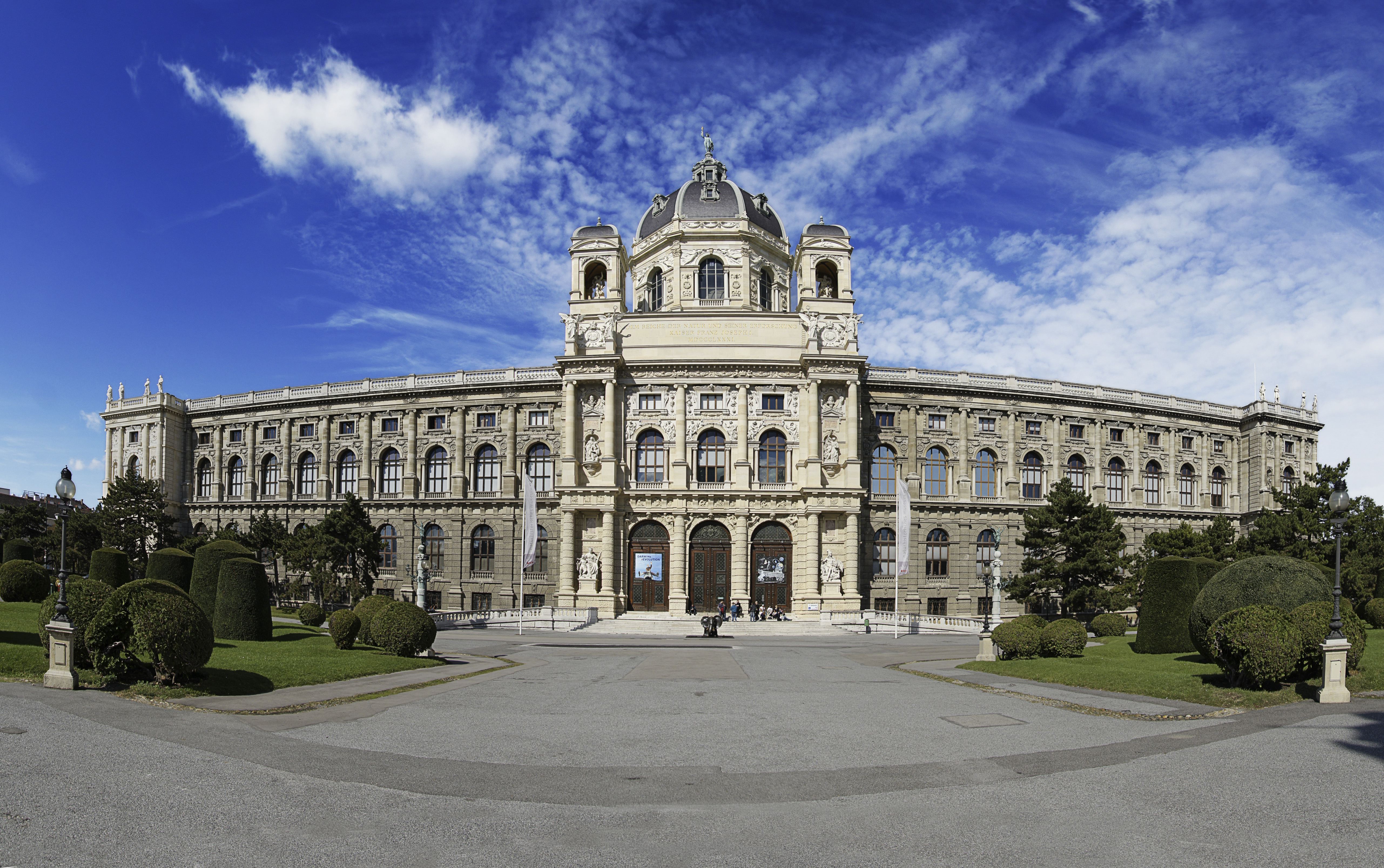
Naturhistorisches Museum
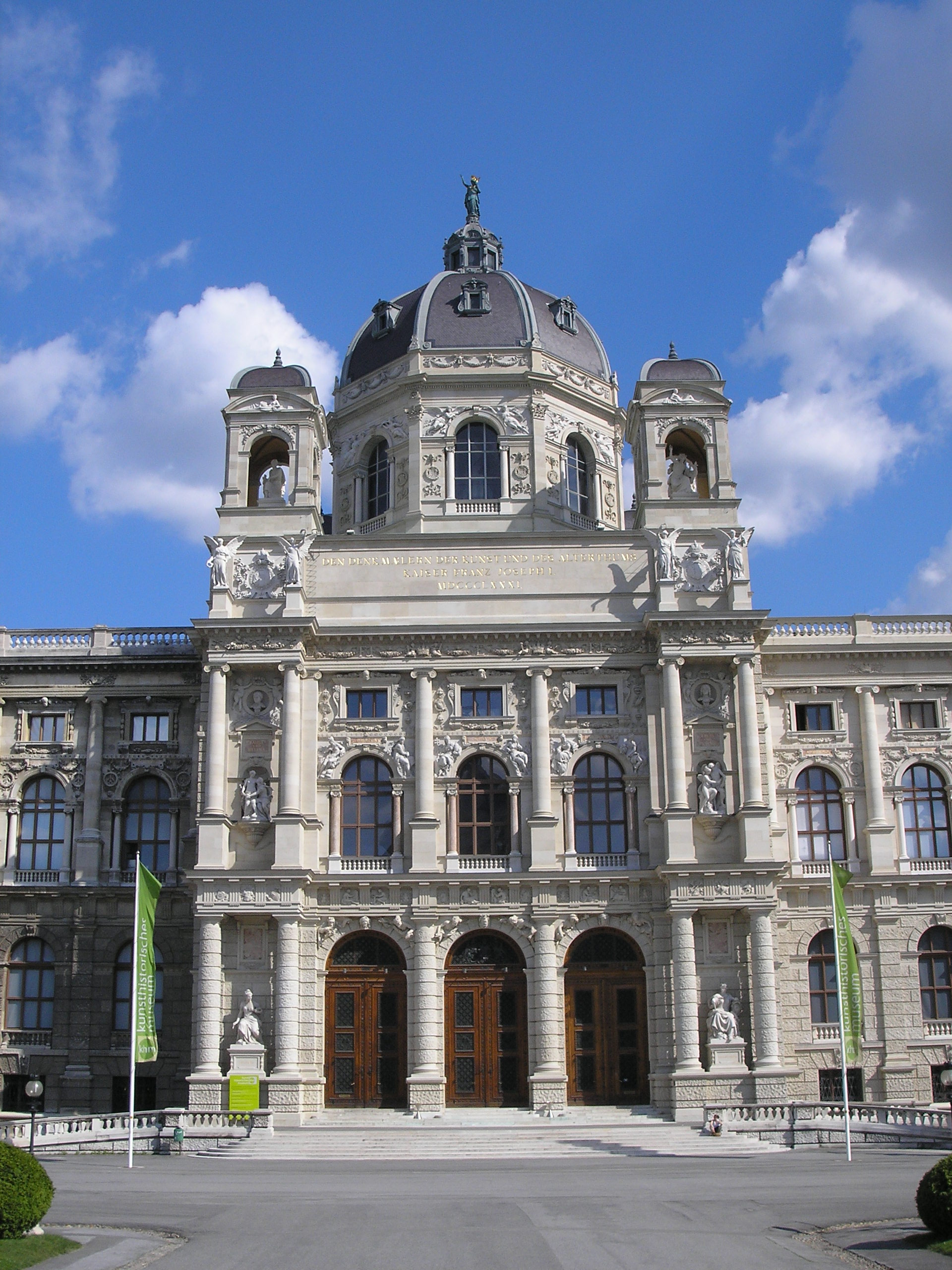
Kunsthistorisches Museum
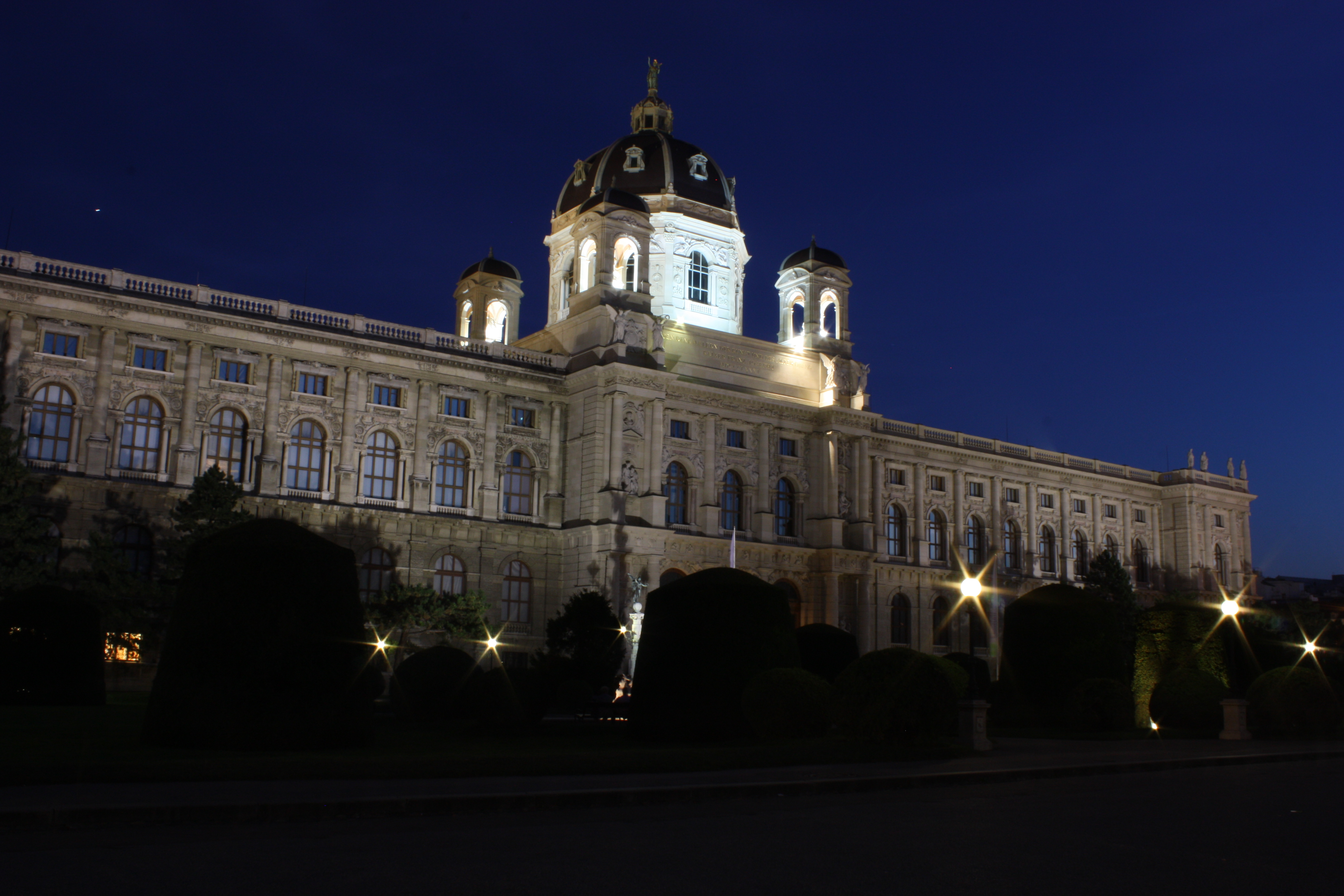
Kunsthistorisches Museum di notte
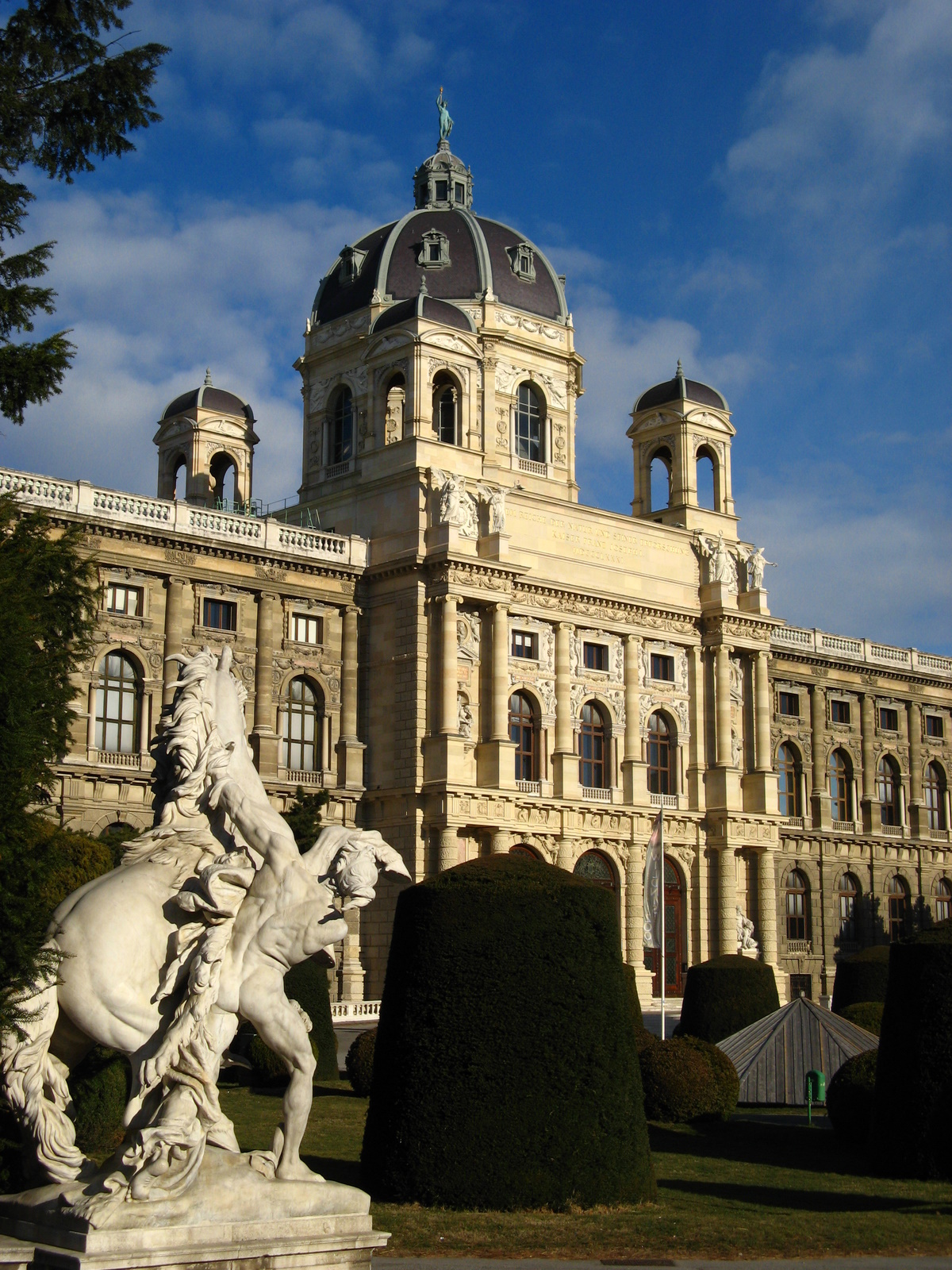
Rossebändiger
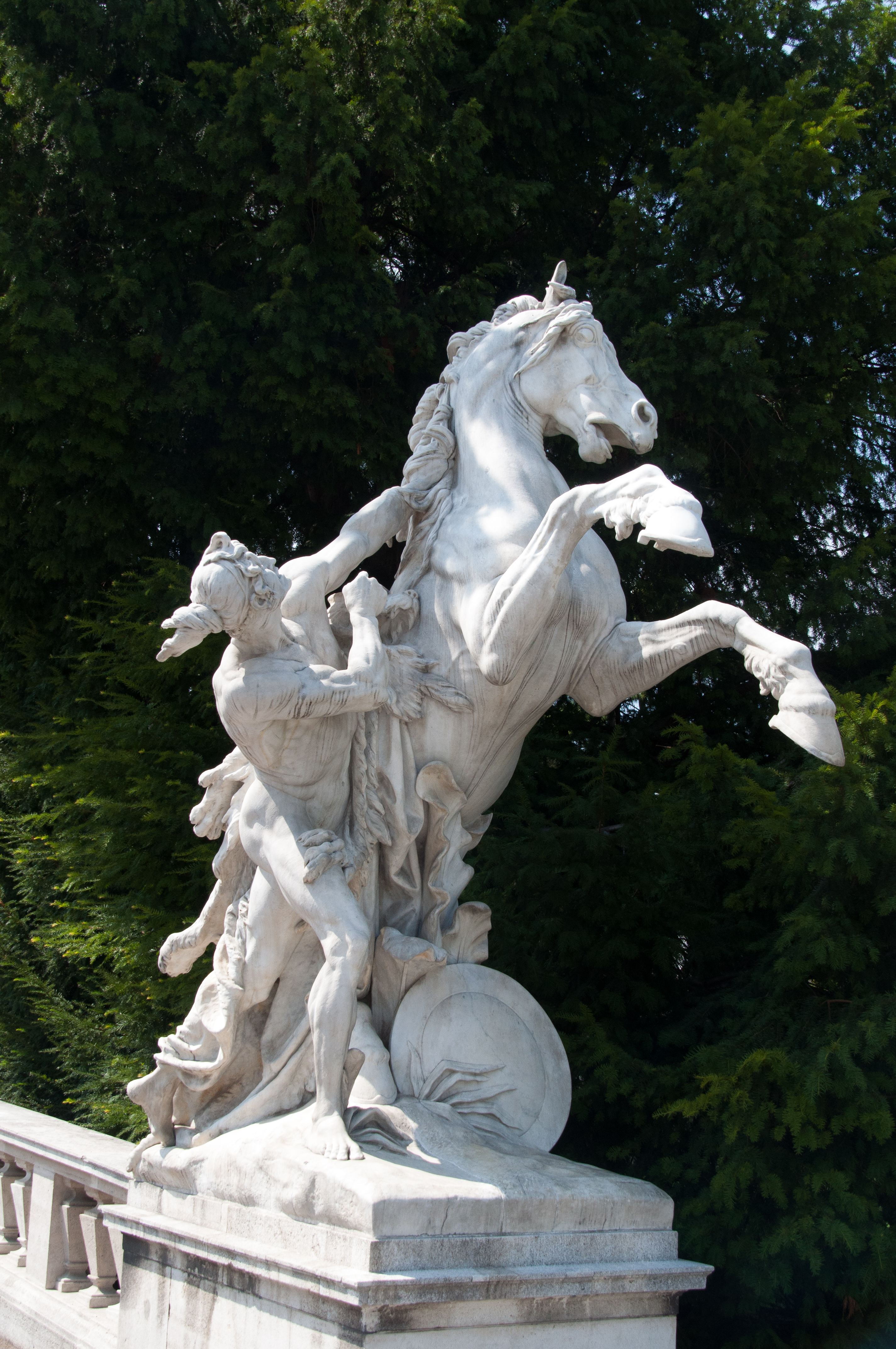
Rossebändiger
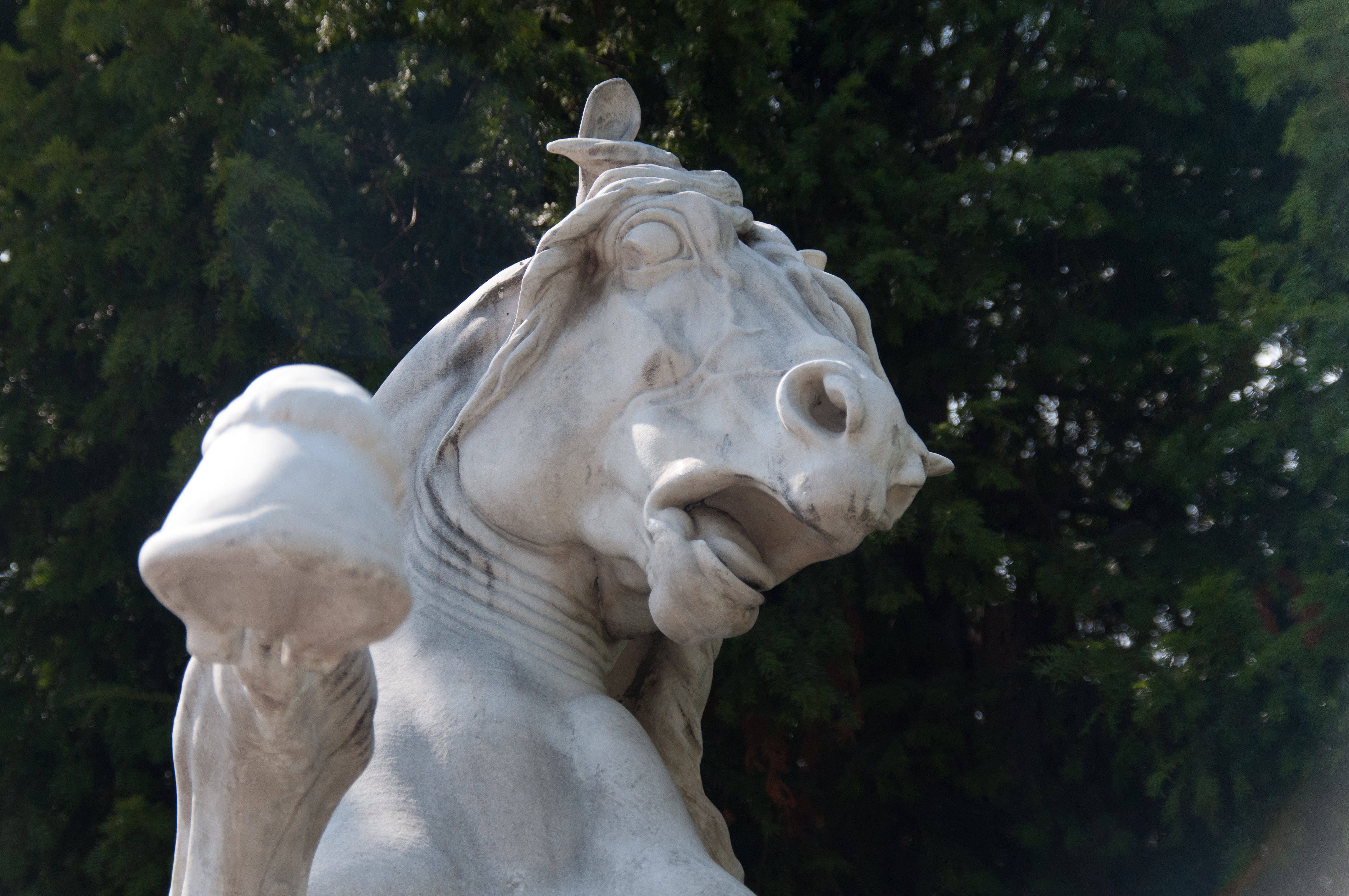
Rossebändiger (dettaglio)
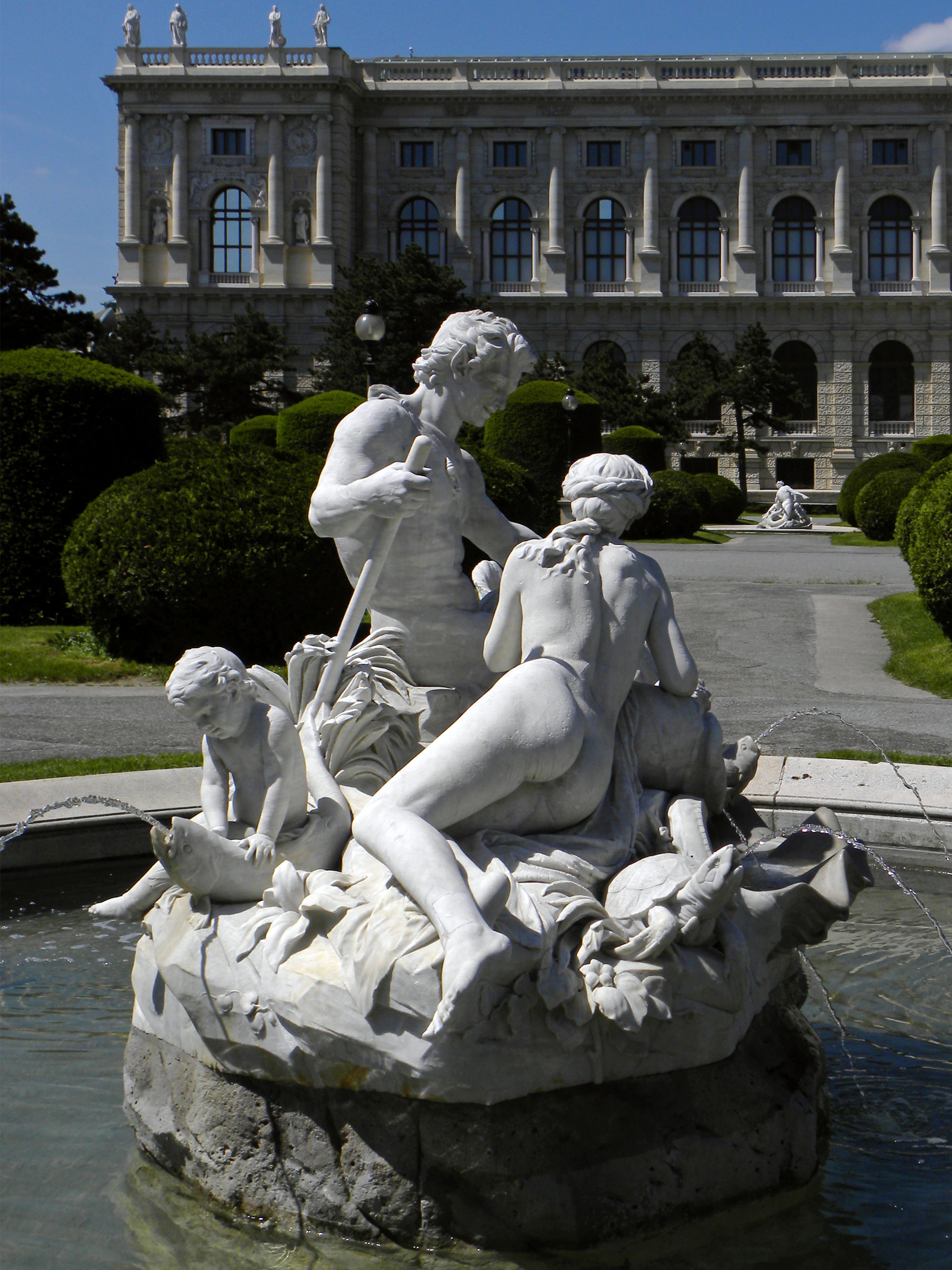
Fontana di Tritone e delle Naiadi di Edmund von Aspernburg
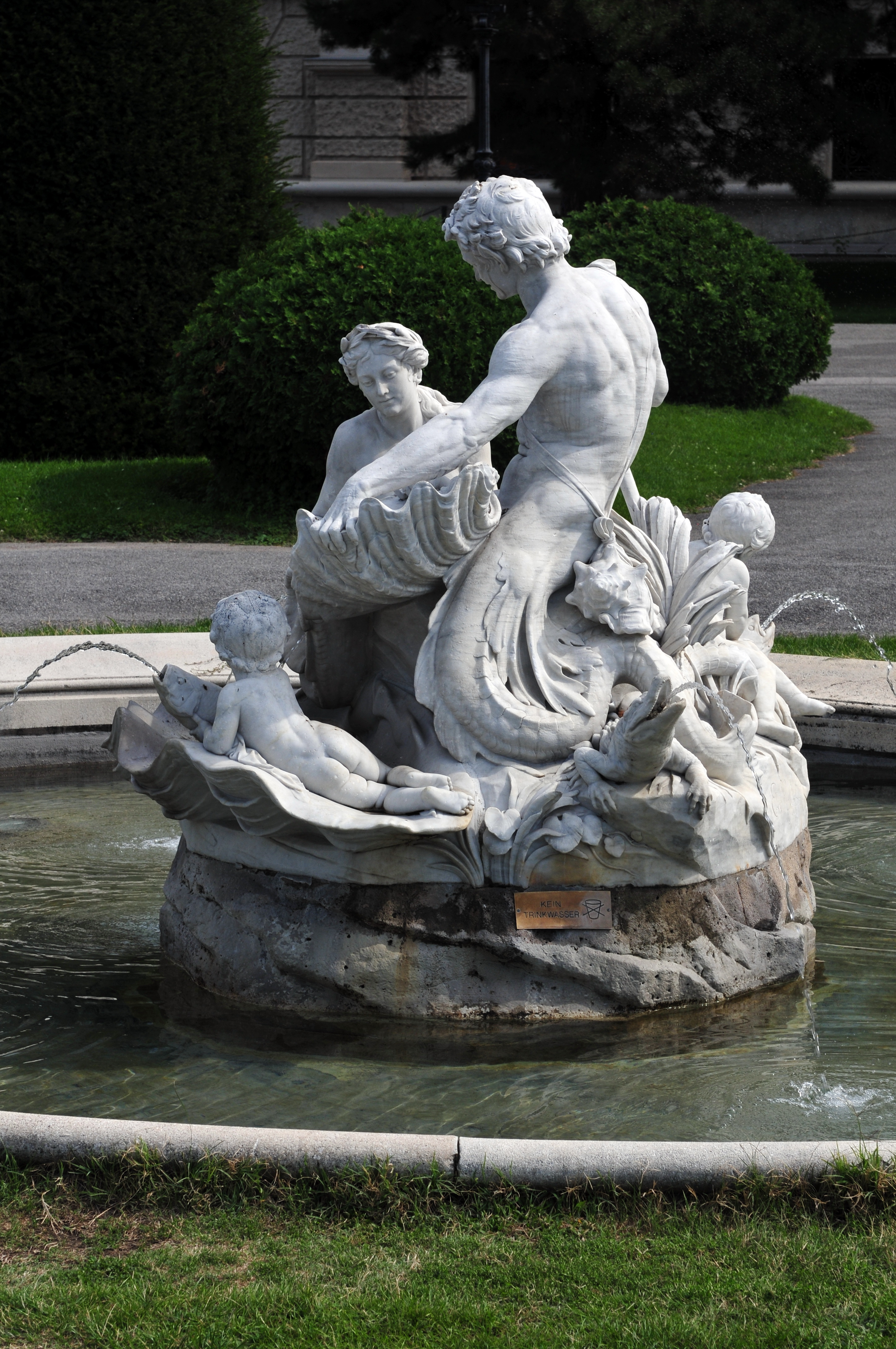
Fontana di Tritone e delle Naiadi
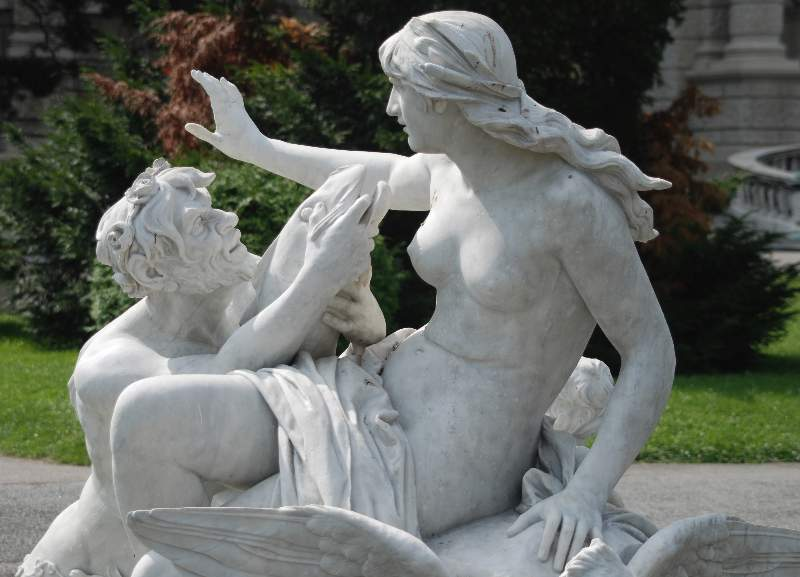
Fontana di Tritone e delle Naiadi
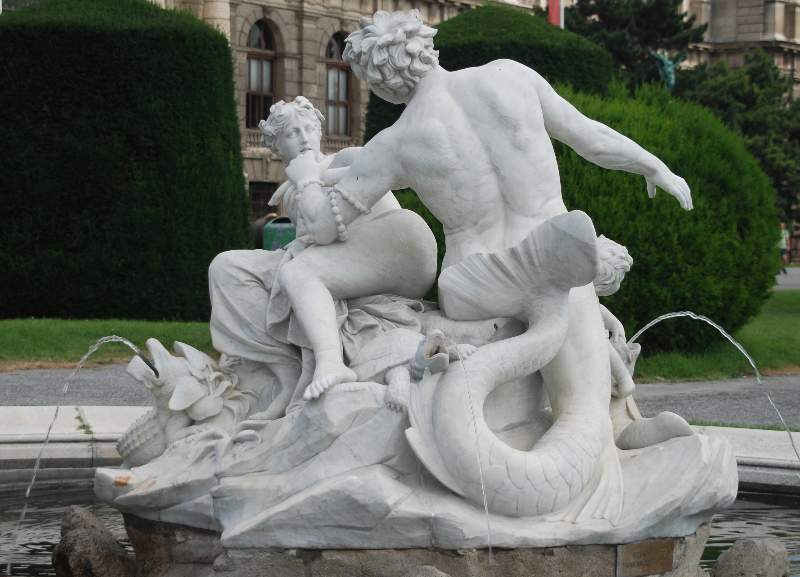
Fontana di Tritone e delle Naiadi